# Steve Colley
Steve Colley   (Onchan, 7 de març de 1972) és un antic pilot professional de trial britànic. Va estar competint entre l'elit internacional d'aquest esport des que tenia 16 anys, aconseguint tres victòries al Trial de les Nacions com a membre de l'equip britànic (1997, 1999 i 2002), tres campionats britànics (1993, 1995 i 2004), quatre victòries als Sis Dies d'Escòcia de Trial (1992, 1993, 1997 i 2000), onze als Dos Dies de Man (de 1993 a 2006) i dues al Scott Trial (1992-1993).
Durant la seva llarga carrera esportiva va aconseguir molts altres triomfs, com ara per exemple el campionat infantil de l'Illa de Man set anys seguits (1979-1985), el campionat d'Itàlia els anys 2000 i 2001 (no oficial, ja que hi corria fora de concurs) o el tercer lloc final al Campionat del Món de trial indoor tres anys seguits (1998-2000).
Durant gran part de la seva carrera va formar part de l'equip oficial de Gas Gas al Regne Unit. Actualment es dedica a oferir tota mena d'exhibicions i acrobàcies amb la seva moto. A causa de l'espectacularitat de les seves demostracions se'l coneix com a Mr. Showman.

## Palmarès
| Any             | Motocicleta     | C. del Món outdoor | C. del Món indoor | TDN | C. brìtànic | Altres      | SSDT | Scott Trial | Títols |
| --------------- | --------------- | ------------------ | ----------------- | --- | ----------- | ----------- | ---- | ----------- | ------ |
| 1990            | Fantic          | -                  | -                 | -   | 9è          |             |      |             | -      |
| 1991            | Beta            | 13è                | -                 | 3r  | 2n          |             |      |             | -      |
| 1992            | Beta            | 9è                 | -                 | 4t  | 2n          |             | 1r   | 1r          | -      |
| 1993            | Beta            | 8è                 | 11è               | 2n  | 1r          |             | 1r   | 1r          | 1      |
| 1994            | Beta            | 10è                | 6è                | 2n  | 4t          |             | 2n   |             | -      |
| 1995            | Gas Gas         | 8è                 | 8è                | 2n  | 1r          |             | 2n   |             | 1      |
| 1996            | Gas Gas         | 11è                | 7è                | 2n  | ?           |             |      |             | -      |
| 1997            | Gas Gas         | 7è                 | 7è                | 1r  | ?           |             | 1r   |             | 1      |
| 1998            | Gas Gas         | 7è                 | 3r                | 2n  | ?           |             |      |             | -      |
| 1999            | Gas Gas         | 5è                 | 3r                | 1r  | ?           |             | 2n   |             | 1      |
| 2000            | Gas Gas         | 6è                 | 3r                | 3r  | ?           | C. d'Itàlia | 1r   |             | -      |
| 2001            | Gas Gas         | 10è                | 5è                | 2n  | -           | C. d'Itàlia |      |             | -      |
| 2002            | Gas Gas         | 14è                | 7è                | 1r  | -           |             | 2n   |             | 1      |
| 2003            | Gas Gas         | 17è                | 7è                | -   | 2n          |             |      |             | -      |
| 2004            | Gas Gas         | 20è                | -                 | 2n  | 1r          |             |      |             | 1      |
| 2005            | Gas Gas         | -                  | -                 | -   | 2n          |             |      |             | -      |
| 2006            | Gas Gas         | -                  | -                 | -   | 2n          |             |      |             | -      |
| 2007            | Gas Gas         | -                  | -                 | -   | 7è          |             |      |             | -      |
| Total victòries | Total victòries |                    |                   |     |             |             | 4    | 2           | 6      |
| Total títols    | Total títols    | 0                  | 0                 | 3   | 3           | 7           | -    | -           | 13     |